# Uomo di pietra
L'Uomo di pietra (indicato popolarmente come Scior Carera o Omm de preja) è una scultura romana posta a Milano sotto i portici di corso Vittorio Emanuele II.

## Storia e descrizione
Si tratta di un altorilievo in marmo, databile al III secolo, di figura maschile vestita in toga riccamente panneggiata, mancante delle braccia, e con la gamba destra leggermente avanzata.
La testa non è pertinente con il resto e fu aggiunta in epoca altomedioevale, quando la scultura venne riutilizzata per dedicare un monumento a Adelmanno († 956), arcivescovo appartenente alla famiglia Menclozzi.
La prima citazione della presenza della statua risale a un atto del 29 aprile 1197, quando la statua è indicata presso la chiesa di San Giorgio al Pozzo bianco, chiesa oggi non esistente e posta in corrispondenza dell'inizio dell'attuale via San Pietro all'Orto.
Ancora nella stessa posizione era citata da Galvano Fiamma all'inizio del XIV secolo.
(Fiamma, Chronicon Maius)
Tristano Calco († 1515) indicò che la statua era annualmente dipinta di bianco e di nero e così "mal concia" la vide anche Giorgio Giulini nel Settecento, che riteneva fosse un richiamo ai colori araldici della famiglia Menclozzi.
Nel Seicento la statua era posta in prossimità della Chiesetta del Corpus Domini, di fronte alla chiesa di Santa Maria dei Serviti; apparentemente in precedenza era posta «in mezzo a gran piazza su eminente piedestallo».
Nel 1735 Pietro Grazioli fu il primo a contestare l'identificazione della statua con Adelmanno, mettendo in evidenza la toga romana. Giulini aggiunse l'osservazione della fattura della capigliatura, non certamente di epoca romana. Nell'Ottocento, mentre era ormai diffusa l'identificazione con Marco Tullio Cicerone, Giovanni Labus la riteneva la statua di un magistrato municipale indicando uno «scrigno postogli a' piedi».

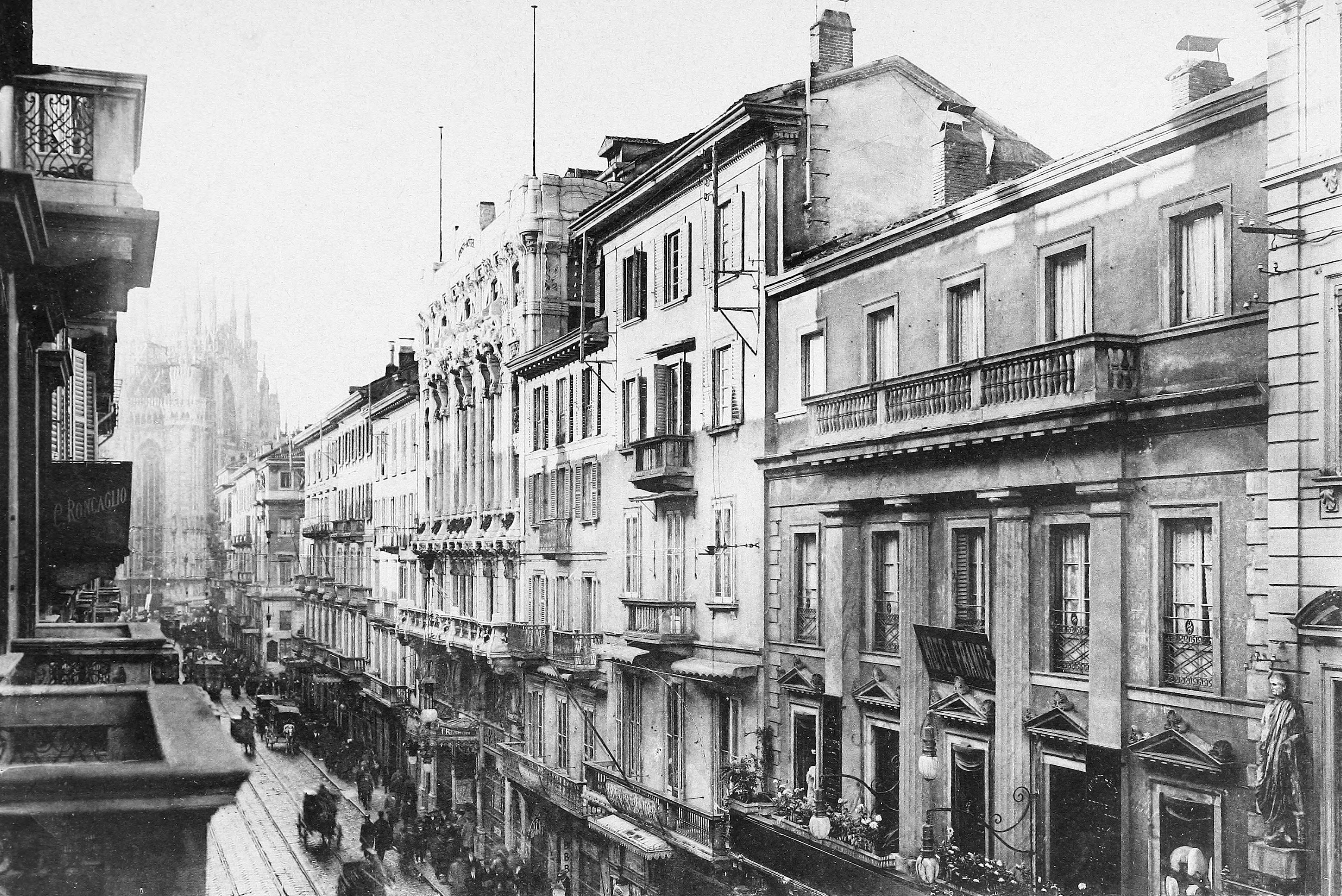
L'uomo di pietra (in basso a destra) affacciato sul corso

Nel gennaio 1832 la statua fu posta in posizione rialzata da terra perché divenuta un Pasquino milanese.
Solo attorno al 1950, con le modifiche al corso Vittorio Emanuele II, la statua fu collocata nella posizione attuale.

### Iscrizioni
Sotto il rilievo è incisa un'epigrafe in latino. La prima parola, il verbo Carere ("essere privo, esente, libero, mancare"), è all'origine del nome popolare Scior Carera.
Sul piedistallo, una seconda iscrizione ricorda la precedente collocazione in via San Pietro all'Orto.
Secondo la tradizione, alla statua sarebbe stato affisso il manifesto per lo "sciopero del fumo" del gennaio 1848 che portò alle Cinque giornate di Milano. In realtà la posizione elevata avrebbe reso difficile l'affissione di manifesti.

## Riferimenti e citazioni
La statua diede il nome al periodico satirico «L'Uomo di pietra», fondato nel 1856 da Cletto Arrighi. In un articolo pubblicato nel secondo numero della rivista le vicende della statua vennero raccontate in prima persona.. Nel romanzo Demetrio Pianelli di Emilio De Marchi uno dei personaggi principali, Cesarino Pianelli, fratello del protagonista, impiegato alle poste di Milano, giocatore e millantatore, teme di finire su l'Uomo di pietra per uno scandalo al Circolo Monsù Travet di cui è membro fondatore.